# Stortingsvalget 1909
Stortingsvalget 1909 blev afholdt i perioden fra 2. oktober til 20. november 1909. Valget var et flertalsvalg i enmandskredse, et valgsystem som senere blev ændret ved valget i 1921, da forholdstalsvalg blev indført. 123 repræsentanter blev valgt ind i Stortinget, valgets store vinder var Høyre, som gennem dets samarbejde med Frisinnede Venstre fik en forøgelse på 29 repræsentanter og derved 64 sæder i Stortinget. Denne forøgelse skete i det store og hele på bekostning af Venstre. Valgdeltagelsen var på 64,5%.
Gunnar Knudsens første regering (ren Venstreregering) var udnævnt året før, og fortsatte i kort periode efter valget, indtil den i januar 1910 blev afløst af Wollert Konows regering som var samlet omkring Høyre og Frisinnede Venstre.

## Resultat
| Parti                       | Procent af stemmerne (%) | Ændring i forhold til 1906 | Mandater | Ændring i forhold til 1906 |
| --------------------------- | ------------------------ | -------------------------- | -------- | -------------------------- |
| Høyre og Frisinnede Venstre | 41,4                     | +8,7                       | 64       | +29                        |
| Arbeiderpartiet             | 21,5                     | +5,6                       | 11       | 0                          |
| Venstre                     | 30,7                     | -14,7                      | 46       | -27                        |
| Arbeiderdemokratene         | 3,6                      | -1,2                       | 2        | -2                         |
| Andre                       | 2,8                      | +1,6                       | 0        | 0                          |
| Total                       | 100                      | 0                          | 123      | 0                          |